# ユージーン (哨戒フリゲート)
| 画像をアップロード | |
| 艦歴               | |
| 発注:              | |
| 起工:              | |
| 進水:              | 1943年7月6日 |
| 就役:              | 1944年1月15日                                                                                                   |
| 退役:              | 1946年6月12日                                                                                                   |
| その後:            | |
| 除籍:              | 1946年7月19日                                                                                                   |
| 性能諸元           | |
| 排水量:            | 1,264 トン |
| 全長:              | 93.0m |
| 全幅:              | 11.4m |
| 吃水:              | 3.5m |
| 機関:              | ボイラー3基 5,500軸馬力 タービン2基 2軸推進                                                                     |
| 最大速力:          | 20ノット |
| 航続距離:          | |
| 乗員:              | 190名 |
| 兵装:              | 3インチ50口径対空砲3門 40mm機関砲 4門 20mm機関砲 9門 ヘッジホッグ 1基 対潜爆雷投射機（Y砲）8基 爆雷投下軌条 2条 |

ユージーン (USS Eugene, PF-40) は、アメリカ海軍の哨戒フリゲート。タコマ級フリゲートの1隻。艦名はオレゴン州ユージーンに因む。

## 艦歴
ユージーンはカリフォルニア州ウィルミントンのコンソリデーテッド・スチール社で起工し、1943年7月6日にフランク・D・クロス夫人によって命名、進水、1944年1月15日に艦長C・R・マクリーン沿岸警備隊中佐の指揮下就役した。
整調後、沿岸警備隊員が乗り組んだユージーンはカリフォルニア州サンフランシスコを出航し太平洋南西部へ向かった。1944年6月後半にオーストラリア沖に到着し、ユージーンはニューギニア沖からフィリピンで対潜哨戒、兵員輸送、スピオリ島への艦砲射撃を行ったが、その主な任務は同海域における船団護衛任務であった。
1944年12月、ユージーンはオーバーホールのためアメリカに帰国する。その後船団護衛任務を再開し、1945年5月25日に気象観測艦への転換が行われた。転換後は気象観測任務に従事し、1946年6月12日にサウスカロライナ州チャールストンで退役した。ユージーンは1946年7月19日に除籍された。
ユージーンは第二次世界大戦の戦功で2個の従軍星章を受章した。